# Charles Butler McVay III
Charles Butler McVay III (Ephrata, Estados Unidos, 30 de julio de 1898 - Litchfield, Connecticut, 6 de noviembre de 1968) fue un contralmirante de la Marina de los Estados Unidos cuya controvertida fama tiene relación con la trágica suerte de la unidad a su mando, el Crucero USS Indianapolis hundido el 29 de julio de 1945, casi a fines de la Segunda Guerra Mundial.

## Biografía
Charles Butler McVay III nació en Ephrata (Pensilvania) en 1898 en el seno de una familia con tradiciones navales, cuyo padre, el almirante Charles Butler McVay II (1868 - 1949) fue un destacado almirante y comandante en jefe de la flota norteamericana apostada en China a principios del siglo XX que participó en la Primera Guerra Mundial.
McVay se graduó en la Academia Naval de Annapolis, Maryland en noviembre de 1920 con altas calificaciones y siguió una trayectoria ejemplar en la Marina de los Estados Unidos.
En los inicios de la Segunda Guerra Mundial, Charles Butler McVay III sirvió en la Inteligencia Naval de la Marina de los Estados Unidos y ganó la Estrella de Plata por su valor en combate. Recibió el mando del Crucero pesado USS Indianapolis en 1944 cuya insignia izaba el almirante Raymond Spruance, e inmediatamente comenzó a realizar exigentes simulacros de abandono de buque logrando un tiempo razonable de abandono en caso de siniestro (15 minutos) y además realizó extenuantes ejercicios de tiro antiaéreo cuyas dotaciones lograron una considerable destreza como se demostraría poco más tarde. Su buque participó en la Batalla de Iwo Jima y Okinawa, el 31 de marzo de 1945 fue tocado por un kamikaze causándoles 13 bajas, no obstante, la dotación antiaérea había derribado previamente 7 aviones enemigos.  El daño provocado por el kamikaze cambiaría el destino del USS Indy.
Spruance entretanto izó insignia en el USS New Mexico (BB-40).
Debido a los daños recibidos el 31 de marzo, su buque fue enviado a Mare Island, San Francisco, California para ser reparado. Las reparaciones durarían hasta julio de ese año.

### Misión atómica
A fines de la primera semana de julio, McVay fue citado de urgencia a la comandancia naval que le instruyó para que repostara su buque con combustible lo antes posible, cancelando todos los permisos, aprovisionara y se dispusiera para zarpar de inmediato a un destino secreto por indicar en un sobre lacrado. El día de la misión, no se permitirían preguntas.  
La fecha de hacerse a la mar fue fijada el lunes 16 de julio de 1945, en que bajo estrictas medidas de seguridad se hizo cargo de un contingente de seguridad con varias cajas forradas con una cubierta de plomo que fueron colocadas en uno de los hangares de hidroaviones.  Se le indicó que instruyera a la tripulación de que no debían acercarse a la zona so pena de muerte sumaria o corte marcial. Tampoco se admitían las preguntas.
A McVay se le dijo que, en caso de ser hundida la nave, la caja tenía que ser colocada en una balsa y salvada por sobre la vida de los tripulantes y si era hundido en aguas hostiles, debía arrojarla a los abismos. La caja transportaba el material fisionable de una bomba atómica.
McVay zarpó el 16 de julio y solo repostó lo justo y necesario en Pearl Harbor (6 horas), siguiendo destino a la isla de Tinian donde llegó el 23 de julio entregando su carga. El USS Indianápolis rompió marca de récord de velocidad para un navío de su tipo. La operación solo duró algunas horas en Tinian.

### La tragedia
El 24 de julio, McVay recibió instrucciones de zarpar con destino a Guam donde llegó el 26 de julio y de allí a zarpó con destino a Leyte.  
El 24 de julio fue hundido el destructor USS Underhill por kaitens a 300 km al norte de Cabo Engaño, se sabía de al menos tres submarinos japoneses en el área.

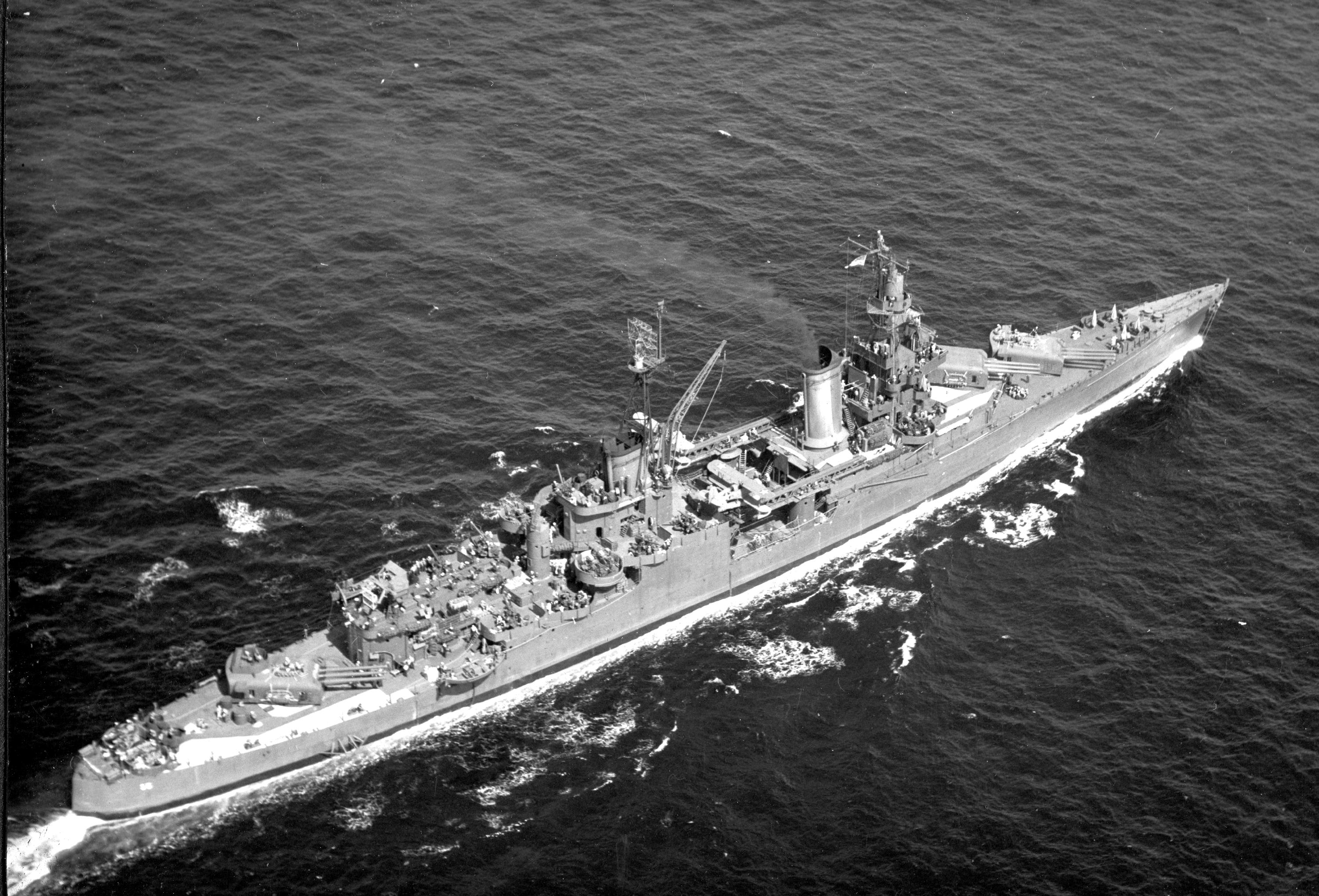
El USS Indianapolis (CA-35) en 1945.

Previamente en Guam, McVay requirió información al oficial de enrutamiento, capitán Oliver Naquin, acerca de los riesgos de la ruta; pero no se le informó acerca de la existencia de submarinos enemigos en su ruta, además se le indicó que la Armada Imperial Japonesa había dejado de ser una amenaza real en aguas de las Filipinas.  McVay creyó y dio por segura la ruta.
Debido a que el USS Indianápolis no llevaba equipamiento de detección antisubmarina, McVay solicitó una escolta, la cual le fue denegada. Se le indicó que podía realizar la ruta en patrón de Zig-Zag a criterio.
El oficial de enrutamiento tampoco informó al puerto de destino de la ruta del crucero ni a la inteligencia Naval, por tanto, se desconocía su itinerario a nivel de comandancia naval.
McVay zarpó el 28 de julio desde Guam con destino al golfo de Leyte en las Filipinas con 1.196 almas a bordo.
El 29 de julio de 1945 a las 23 horas,  el contralmirante McVay en vista de la mala visibilidad y sin tener alerta de submarinos en el área,  ordenó dejar de zigzaguear la ruta, sin saber que minutos después de suspender el ZigZag,  había sido detectado por el radar de superficie de un Submarino japonés de Primera Clase, el  I-58 comandando por Mochitsura Hashimoto quien lo señaló visualmente a las 23:45 horas. A las 00 horas, Hashimoto disparó 6 torpedos en abanico.
Pasada la medianoche, el USS Indianapolis  fue tocado por dos torpedos, uno de los cuales le deshizo al menos 20 m de la proa separándola del casco; el segundo destruyó la sala de generadores dejándolo sin energía eléctrica y reventó los búnkeres de petróleo, debido a esto no se pudo radiar ninguna señal de auxilio;  el entrenamiento de abandono de buque rindió de todos modos sus frutos al poder salir rápidamente con vida unos 880 marinos y oficiales, 316 marinos se hundieron con la nave que se fue a pique en 12 minutos. Numerosos botes y balsas no pudieron ser desplegados debido a que el buque se escoró a estribor antes de hundirse. McVay estaba entre los sobrevivientes. Muchos de los sobrevivientes quedaron cubiertos de petróleo. 
Como no se había radiado la salida del crucero ni tampoco se le había indicado al oficial de la ruta del puerto de destino la llegada de este, la Armada no se dio por enterada de la tragedia. Erróneamente se cree que los tiburones mataron a cientos de marineros (solo fueron unos pocos, la mayor parte de estos animales se alimentó de los cadáveres) en realidad la mayoría falleció por deshidratación o heridas producto de las explosiones. Finalmente, descubiertos de pura casualidad el 2 de agosto por un hidroavión Ventura, cuyo observador se frotaba el cuello cuando vio numerosos puntos negros sobre el agua y dio el aviso, luego de 70 horas varados, de los 900 hombres que saltaron al agua solo 300 se encontraban con vida, incluyendo al contralmirante McVay.

### Corte Marcial
A la semana del rescate, y en vista de la gran pérdida de vidas y un navío, el almirante Chester Nimitz ordenó una investigación al respecto para establecer las responsabilidades de uno de los más graves incidentes de la Armada de los Estados Unidos en tiempo de guerra.  La comisión investigadora recomendó a Nimitz el iniciar un Consejo de Guerra contra McVay aún sin tener pruebas o evidencias de que la responsabilidad recaía netamente sobre él.  
Nimitz se opuso a esto sugiriendo que solo se llegara a la amonestación por escrito en caso de ser imputado como responsable.  A la oposición de Nimitz se unió también el almirante Raymond Spruance; pero con la intervención del secretario de la Armada, James Forrestal y el jefe de operaciones, Ernest King, se inició la Corte Marcial.
Charles McVay fue acusado de dos imputaciones:  No dar la orden de abandono del buque y no navegar en Zig Zag.
Respecto de la primera imputación, se demostró que los generadores eléctricos quedaron fuera de servicio con el segundo torpedo; por tanto, la orden de abandono de buque se hizo pasándose a viva voz; McVay fue encontrado inocente de esta acusación.
Sin embargo, respecto de no navegar en Zig Zag, la defensa tuvo controversias y fue notablemente débil, entonces en un hecho inédito en la Marina, la fiscalía llevó al capitán japonés Mochitsura Hashimoto, recientemente capturado como testigo de cargo.  
Hashimoto declaró que el blanco navegaba muy rápido y no lo hacía en Zig Zag; pero, aunque si de todos modos lo hubiera hecho, sus kaitens habrían hundido su buque.  Un destacado submarinista estadounidense declaró que la maniobra de Zig Zag no hubiera evitado al USS Indianapolis el ser fijado como blanco y torpedeado.
El oficial de enrutamiento, Oliver Naquin, declaró que McVay solicitó escolta pero le fue denegada.  
La fiscalía entonces hizo sopesar con vigor el criterio de McVay para suspender el Zig Zag 15 minutos antes de la medianoche a pesar de tener poca visibilidad, la defensa fue mediocre y el jurado lo condenó como culpable de arriesgar su nave y sus hombres sin usar un criterio adecuado y se le sentenció a degradarlo como contralmirante dejándolo como capitán sin derecho a promoción arruinando su carrera militar.
En 1946, Nimitz ya ungido como Jefe de Operaciones navales rehabilitó a McVay al rango de contralmirante y lo colocó en el Distrito Naval de New Orleans donde McVay finalmente se retiró de la Armada en 1949.
Su ejecutor, Hashimoto declaró después del juicio que le parecía increíble que se juzgara a McVay por la Armada y se le deshonrara ignominiosamente.  Muchas fuentes citan que la Armada ocultó sus errores (no conocer la ruta del crucero) usando al contralmirante McVay como un chivo expiatorio.

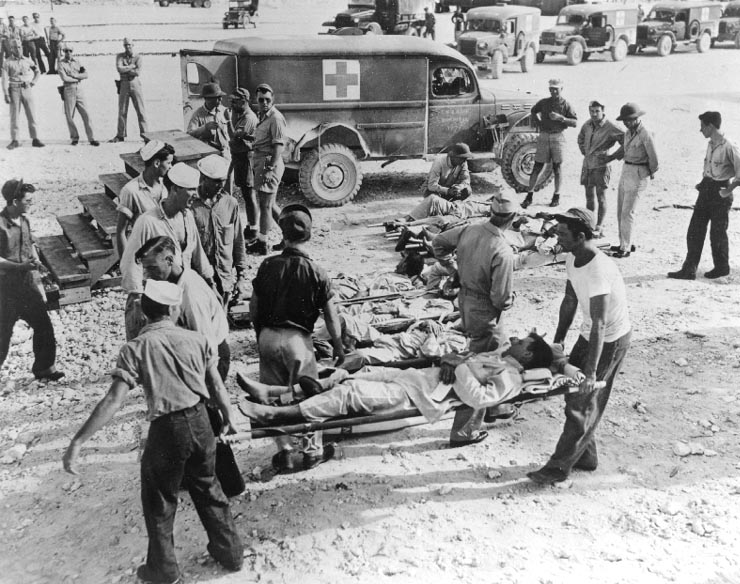
Supervivientes del USS Indianapolis asistidos en Guam.

Charles McVay III gradualmente fue afectado de una profunda depresión, se suicidó con un disparo de pistola en la cabeza, el 6 de noviembre de 1968, en su hogar en Litchfield, Connecticut.
McVay fue exonerado de culpas y rehabilitado por el presidente Bill Clinton luego de un arduo trabajo realizado por exmarines del USS Indianápolis, amigos, familiares y simpatizantes, incluido al capitán enemigo Hashimoto.  En 2001, la Armada rectificó su error limpiando su Historial y finalmente rehabilitándolo.